# Тимотеј Мисирски
Преподобни Тимотеј је хришћански светитељ. Био је пустињак мисирски. Подвизивао се прво у Тиваиди, а потом се удаљио се у пустињу, где је провео тридесет година. После дугих подвига преминуо је природном смрћу.
Српска православна црква слави га 12. јуна по црквеном, а 25. јуна по грегоријанском календару.